# 4567 Bečvář
4567 Bečvář este un asteroid din centura principală, descoperit pe 17 septembrie 1982 de Marie Mahrová.